# Asunción Ruiz
Asunción Ruiz Guijosa (Madrid, 1966) es una ambientalista española, CEO directora ejecutiva de la Sociedad Española de Ornitología - SEO/BirdLife.

## Biografía
Se graduó en 1989 en Ciencias Biológicas por la Universidad Autónoma de Madrid (UAM). Formó parte de la primera promoción especializada en biología ambiental. Diplomada en gestión ambiental en la empresa.

Se introdujo en el mundo profesional a través del Departamento de Ecología de la UAM. Después entró a formar parte de la empresa privada en consultoras nacionales e internacionales. Dentro del sector privado, también trabajó en un laboratorio donde se especializó en limnología, el estudio de los ecosistemas acuáticos.  En 1993, como técnica de proyectos, entró a formar parte de SEO/BirdLife, organización que se encarga del estudio y la conservación de la naturaleza y la biodiversidad en España. En 2004 fue nombrada directora de gestión de proyectos. En 2010 fue nombrada directora ejecutiva de esta ONG conservacionista. Una de sus frasees más reiteradas es: 

Los pajaritos son una fotografía de la salud de la naturaleza.

Experta en el estado medioambiental de los diferentes espacios de España, como Red Natura 2000, la reserva de la biosfera.  En muchos de sus trabajos y conferencias ella señala que, los trabajos pueden ser muy diversos, desde definir cómo debe ser la gestión ganadera en algunos espacios de la Red Natura para que se mantengan los ambientes esteparios; hasta hacer estudios innovadores, como identificar cuáles son la zonas importantes en el mar, para las aves marinas. 
Nadie duda que el patrimonio del Museo del Prado es importante. Pues a mí me gustaría conseguir naturalizar la sociedad de manera que se diera cuenta de que la naturaleza que tenemos en España es tan importante como los cuadros del Prado. Nuestro patrimonio natural es tan importante como el cultural.
Es autora o editora principal de numerosas publicaciones y monografías, como las dedicadas al milano real, la pardela balear y la invernada de las aves acuáticas, el atlas de las aves reproductoras de España, el libro rojo de las aves de Andalucía, y también el inventario de Áreas Importantes para la Conservación de las Aves Marinas en España.